# Acéphale (revue)
Pour les articles homonymes, voir Acéphale.
Sous le nom d'Acéphale, avec son ami physicien Georges Ambrosino et Pierre Klossowski, Georges Bataille a constitué et dirigé entre 1936 et 1939 une revue publique, qui ne connut que cinq numéros, ainsi qu'une société secrète, dont l'histoire demeure entourée de mystère. Les quatre premiers numéros de la revue Acéphale ont été publiés, entre 1936 et 1937, par les Éditions GLM de Guy Lévis Mano, qui publie aussi Sacrifices (1936), un album de cinq eaux-fortes par André Masson, accompagné d'un texte de Bataille, ce qui inscrit la revue dans un contexte particulièrement dynamique d'écrivains, de poètes et d'illustrateurs.

## La revueAcéphale
Le premier numéro est daté du 24 juin 1936. Il ne comporte que huit pages, et s'ouvre sur un texte de Bataille, intitulé « La conjuration sacrée », suivi d'un texte de Pierre Klossowski sur l'outrance du désir, intitulé « Le Monstre ». La couverture est illustrée d’un dessin d’André Masson qui couvre 80 % de la page. Ce dessin du « bonhomme Acéphale », selon l'expression de Georges Duthuit reprise par Masson lui-même, s’inspire ouvertement du célèbre dessin de Léonard de Vinci intitulé Homme de Vitruve, mais la figure de Masson montre un homme décapité, dont le sexe est occulté par une tête de mort. Sous le titre on trouve les mentions Religion. Sociologie. Philosophie, suivies du titre du numéro : La conjuration sacrée.
Cette effigie incarne « la joie devant la mort » et porte sa tête, donc son regard, à la place de son sexe, pour voir l'inavouable, car pour Bataille, comme dans Histoire de l'œil, il s'agit de voir l'irregardable, de pénétrer des sphères inexplorées et mettre l'homme à nu, comme il l'écrira dans sa préface à Madame Edwarda (1956) : « Que signifie la vérité, en dehors de la représentation de l’excès, si nous ne voyons ce qui excède la possibilité de voir, ce qu’il est intolérable de voir ». Ni dieu ni homme, Acéphale est donc une figure hybride, surhumaine, liée au Dionysos nietzschéen de la volonté de puissance. Il est, selon la description qu'en fait Vincent Teixeira, « l’emblème mythique et tragique d’une souveraineté autant sociale que politique, psychologique, esthétique et érotique. Un être sans tête se tient debout, les jambes légèrement écartées, reposant solidement sur la terre, un poignard dans la main gauche, appel de la violence et du sang, un cœur-grenade enflammé dans la main droite, flambeau pour voir l’inavouable : le soleil, le sang, la nudité, les cadavres, la guerre, la folie, la mort. Il a deux étoiles pour seins sur la poitrine et ses intestins apparaissent à travers son ventre, dédale dans lequel il se perd, labyrinthe intérieur de l’absence de vérité, labyrinthe de la vie où la seule certitude est celle de la mort. Cet être transparent a un crâne à l’endroit du sexe, désignant ainsi le lien tragique de l’érotisme et de la mort ». 
Figure de l'exubérance, conçue par Masson en avril 1936, alors que Bataille séjournait chez lui, dans sa maison de Tossa de Mar, Acéphale apparaît comme un « monstre dans la nuit du labyrinthe », faisant référence à la fois à Dionysos, Héraclite, la Terre-Mère, le taureau qui affronte le danger et la mort, le soleil, mais aussi aux figures de Zarathoustra et Don Juan, à l'effervescence de l'Ouverture de Don Giovanni de Mozart. À part son effigie sur les trois couvertures, d'autres dessins de Masson le montrent en Minotaure cruel ou Dionysos déchaîné, dans des décors de volcans en éruption ; l'un d'eux, dans le premier numéro, est intitulé « Le glaive, c'est la passerelle », et désigne l'épée au-dessus de l'abîme comme une violence nécessaire. Avec « cette tête [qui] chez les hommes se prolonge toujours dans le cœur et jusqu'aux génitoires », l'homme acéphale exalte les transes de l'extase, l'érotisme, l'ivresse, la folie, « ce non-mental que Georges Bataille préconisait. (Acéphale, c'était sans doute la recherche la plus aiguisée.) » Résumant cette libération du mental, de la tête, Georges Bataille écrit dans son texte inaugural : « L’homme a échappé à sa tête comme le condamné à la prison. [...] Il réunit dans une même éruption la Naissance et la Mort. Il n'est pas un homme. Il n'est pas non plus un dieu. Il n'est pas moi, mais il est plus que moi : son ventre est le dédale dans lequel il s'est égaré lui-même, m'égare avec lui et dans lequel je me retrouve étant lui, c'est-à-dire monstre. »
Le no 2, daté du 21 janvier 1937, porte le titre Nietzsche et les fascistes (en couverture), ou Réparation à Nietzsche (sur la page du sommaire), et dénonce les falsifications de l'œuvre de Nietzsche par les nazis et les fascistes. Les articles sont signés de Bataille, Jean Wahl, Roger Caillois, Jean Rollin, Jules Monnerot, Pierre Klossowski. Le no 3-4 (juillet 1937), également illustré de quatre dessins par André Masson, est consacré à Dionysos et comprend « Dionysos philosophe » par Jules Monnerot, « Les Vertus dionysiaques » par Roger Caillois, « Don Juan selon Kierkegaard » par Pierre Klossowski et « Chronique nietzschéenne » par Georges Bataille, plus une importante « Note sur la fondation d'un Collège de Sociologie », qui annonce les réflexions de Bataille et des autres collaborateurs autour de la sociologie sacrée. Aucun numéro d'Acéphale ne paraît en 1938. Le no 5 (juin 1939), titré Folie, Guerre et Mort (même si le titre, proposé par André Masson, aurait dû être Terre érotique), est anonyme, mais en fait entièrement écrit par Bataille. Préparé mais non publié, il est « placé sous le signe tragique de La Pratique de la joie devant la mort
 », et comprend les textes « La Folie de Nietzsche », « La Menace de guerre » et « La Pratique de la joie devant la mort », sorte d'exercice spirituel à l'usage d'un mystique athée.

### L’ambition de Bataille

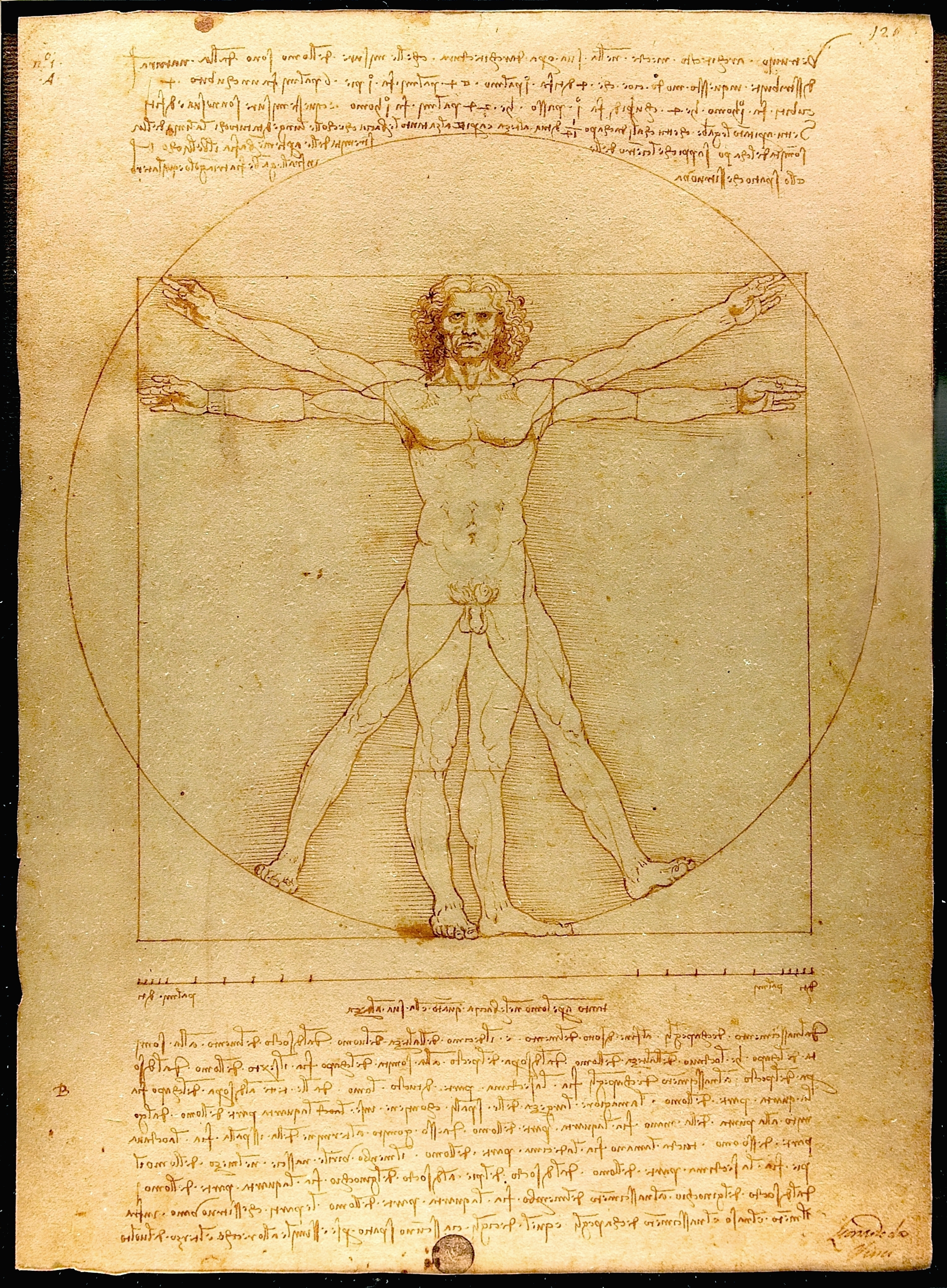
Homme de Vitruve

Le premier article est signé de Bataille et s’intitule « La conjuration sacrée », texte dans lequel il revendique le caractère impérieux de l'entreprise : « NOUS SOMMES FAROUCHEMENT RELIGIEUX [...] Ce que nous entreprenons est une guerre. Il est temps d’abandonner le monde des civilisés et sa lumière. Il est trop tard pour tenir à être raisonnable et instruit — ce qui a mené à une vie sans attrait. Secrètement ou non, il est nécessaire de devenir tout autres ou de cesser d’être. » Et il ajoute que l'existence n'a de valeur que comme danse ou extase, au-delà de la pensée conceptuelle, dans le non-savoir : « Celui qui tient à ignorer ou à méconnaître l’extase, est un être incomplet dont la pensée est réduite à l’analyse. »
Bataille explicite le titre Acéphale un peu plus loin dans son article : « La vie humaine est excédée de servir de tête et de raison à l’univers. Dans la mesure où elle devient cette tête et cette raison, dans la mesure où elle devient nécessaire à l’univers, elle accepte un servage. » C’est ce refus du servage que Bataille va tenter de développer dans les numéros suivants à travers sa vision de la philosophie nietzschéenne, sa lutte contre le fascisme, et les thématiques – constantes chez lui – de la mort et du religieux. Il s'agit donc aussi de donner un corps à la pensée, par-delà toutes les constructions de l'intelligence et prisons de la raison. D'une certaine façon, Bataille entend abandonner ainsi le monde connu des civilisés, par sa conception d'une violence qu'il juge nécessaire pour que l'être atteigne à « la souveraineté », car il estime par exemple que, comme l'extase religieuse, « les guerres sont pour le moment les plus forts stimulants de l'imagination », comme il l'écrit quelque temps après Acéphale dans ses fragments non publiés de son vivant du Manuel de l'Anti-Chrétien. D'où certaines critiques qui lui sont adressées de « surfascime », expression avancée par l'un de ses proches, Jean Dautry, membre de la société secrète Acéphale.
En réalité, Bataille affiche un virulent antifascisme, ce qui ne l'empêche pas de vouloir « penser le fascisme », analyser les fondements psycho-sociologiques de ce qu'il nomme dès 1933 « la structure psychologique du fascisme », titre d'un article paru dans les numéros 10 (novembre 1933) et 11 (mars 1934) de la revue La Critique sociale, créée par Boris Souvarine, au moment même où Wilhelm Reich publiait au Danemark La Psychologie de masse du fascisme. En reprenant des outils d'analyse propres au marxisme, tout en voulant le dépasser, Bataille, qui avait aussi le projet d'écrire un livre ayant pour titre Le Fascisme en France, écrit dans son introduction : « Cet article représente, à propos du fascisme, une tentative de représentation rigoureuse (sinon complète) de la superstructure sociale et de ses rapports avec l'infrastructure économique. Il ne s'agit cependant que d'un fragment appartenant à un ensemble relativement important ». Il veut montrer comment le fascisme combine rationalité et irrationalité, archaïsme et modernité, barbarie et technique, extase et calcul ; à ce sujet, Hans Mayer, qui fut membre du Collège de Sociologie, a bien vu quelle était la pertinence et l'originalité de la vision de Bataille : « Bataille seul, à mon avis, avait compris à cette époque-là [que le fascisme] ce n'était pas seulement un retour à la barbarie. Il y avait aussi tout autre chose. D'un côté, l'exécution à la hache, de l'autre, le perfectionnement de la chambre à gaz, à l'aide de la technologie moderne allemande. Je crois que, avant même les nouvelles venant de Pologne et d'Auschwitz, Bataille avait compris que cela formait un ensemble. [...] C'est pourquoi Bataille a cherché le dialogue avec Benjamin, peut-être aussi avec moi. » De ce point de vue, avec Acéphale, Bataille tente de créer une sorte de religion aussi antichrétienne, anticommuniste que antifasciste, « un surnietzschéisme défascisé », selon l'expression de Michel Surya. Toute cette entreprise s'appuie sur une certaine vision du monde, à la fois tragique et mythique, des expériences, revendications, principes, qui sont les mêmes que ceux qu'il énonce dans son texte intitulé « Les onze agressions », et qui sont à l'opposé d'une pensée fasciste : « 1- La chance contre la masse. 2- L'unité communielle contre l'imposture de l'individu. 3- Une communauté élective distincte de la communauté de sang, de sol et d'intérêts. 4- Le pouvoir religieux du don de soi tragique contre le pouvoir militaire fondé sur l'avidité et la contrainte. 5- L'avenir mouvant et destructeur de limites contre la volonté d'immobilité du passé. 6- Le violateur tragique de la loi contre les humbles victimes. 7- L'inexorable cruauté de la nature contre l'image avilissante du dieu bon. 8- Le rire libre et sans limite contre toutes les formes de piété hypocrite. 9- L'“amour de la destinée”, même la plus dure contre les abdications des pessimistes ou des angoissés. 10- L'absence de sol et de tout fondement contre l'apparence de stabilité. 11- La joie devant la mort contre toute immortalité. »

### Bataille et Nietzsche
La revue expose une exaltation tragique et dionysiaque de la vie, jusque dans la cruauté et la mort, sous la figure tutélaire de Nietzsche, mais aussi Sade, Kierkegaard, Dionysos, Don Juan ou Héraclite. Néanmoins, la référence à Nietzsche est dominante, comme le résume Michel Surya : « Nietzsche, le seul dans la communauté duquel [Bataille] ait vraiment vécu [...] Acéphale, entreprise convulsive, tragique - “monstrueuse” dira-t-il même après coup [...] mais nommément nietzschéenne. »

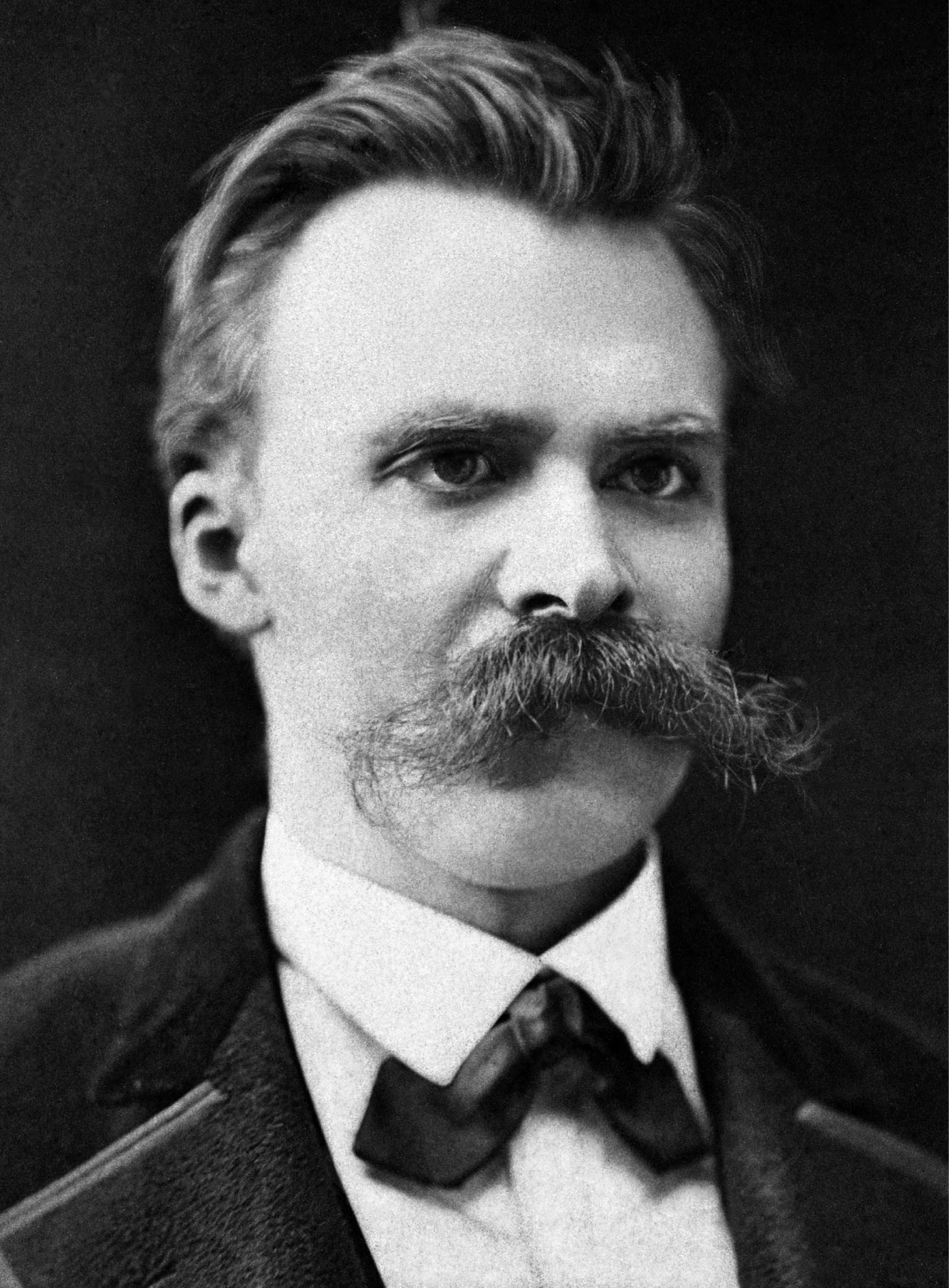
Friedrich Nietzsche vers 1875

Le no 2 (janvier 1937), en plus du dossier sur Nietzsche et les fascistes, contient notamment une traduction inédite en français d'un texte de Nietzsche sur Héraclite, ainsi qu'un article de Jean Wahl intitulé « Nietzsche et la mort de Dieu » qui est un commentaire sur un texte de Karl Jaspers à propos de Nietzsche.

Les deux numéros suivants sont également centrés sur le philosophe allemand, à travers la figure de Dionysos dans le no 3-4 (juillet 1937), qui comprend notamment une « Chronique nietzschéenne » par Bataille, et le no 5 (juin 1939). Ce dernier numéro comprend trois textes de Bataille sur la folie, la guerre et la mort, dont un intitulé « La folie de Nietzsche ». Sur la première page apparaît en gros caractères la déclaration suivante : 

« Le 3 janvier 1889, il y a cinquante ans, Nietzsche succombait à la folie : sur la piazza Carlo-Alberto, à Turin, il se jeta en sanglotant au cou d’un cheval battu, puis il s’écroula ; il croyait, lorsqu’il se réveilla, être DIONYSOS ou LE CRUCIFIÉ. »

 La page suivante poursuit en disant que « cet événement doit être commémoré comme une tragédie. »

### La mort et le religieux
La mort est un autre fil conducteur de la revue. Dès le premier numéro Bataille l’évoque en parlant de André Masson qui, dit-il, évoquait avec lui sa propre mort. Bataille rappelle que « la vérité de l’homme est la mort » mais la mort c’est aussi la « mort de Dieu » ce qui, écrit Jean Wahl commentant Nietzsche, condamne l’homme à « l’immense don qu’est la parfaite solitude. ».
Aussi le religieux, selon Bataille, n’a rien d’une dévotion rendue à une quelconque divinité. Cette « conjuration sacrée » à laquelle nous invite Bataille c’est « la condamnation de tout ce qui est reconnu aujourd’hui » (no 1 d'Acéphale). Ainsi cette nouvelle religion est-elle fondée sur la mort, mais aussi sur la volonté, téméraire, non pas de puissance, mais d'une « pratique de la joie devant la mort ». En ce sens, selon Michel Surya, Bataille se pose en « philosophe » au sens de Nietzsche, mais il y ajoute aussi ce que sa vision sociologique de l'être lui inspire : « il n'y a de surhumanité possible que liée par cela qu'elle s'est donné d'avoir en commun [avec] les morts dans la joie desquels elle vivra. »

### Les collaborateurs de la revue
En dehors de Bataille qui signe la plupart des textes, sans compter les notules non signées qui sont probablement de sa main, on relève les noms de :
- Roger Caillois (no 3/4)
- Pierre Klossowski (no 1, 2, 3/4)
- André Masson (dessins dans tous les numéros)
- Jules Monnerot (no 3/4)
- Jean Rollin (no 2)
- Jean Wahl (no 2)

## La société secrète
La société secrète Acéphale se distingue de la revue homonyme, dont elle est toutefois le pendant ésotérique, de même qu'elle est rattachée au Collège de Sociologie bientôt créé. Mais son histoire est beaucoup moins facile à décrire que celle de la revue car ses membres, qui avaient juré le silence ont, dans l’ensemble, tenu leur parole. Aux origines connues de cette communauté, en février 1937, après un exposé de Roger Caillois au café du Grand Véfour sur « Les principes qui doivent diriger la formation d’un groupe », Georges Bataille lut un texte intitulé « Ce que j’ai à dire » où il déclare : « C’est seulement s’ils se battent jusqu’à la mort ou s’ils sont pris par une émotion physique violente et contagieuse que des êtres humains sortent de cette difformité confuse de leurs intérêts qui en fait ensemble une accumulation de déchets inertes. » Déclaration dans laquelle il défend une conception de la vie humaine, tirant son énergie d'une agressivité et d'une violence, que l'on doit regarder en face, sans terreur, en face, et ne pas confondre avec le mal tel que l'a conçu le christianisme, introduisant un affadissement de l'existence. Il fait donc l'éloge d'une certaine agressivité inhérente à l'homme : « L'agressivité ne peut être ni limitée ni asservie. »
Deux jours plus tard, le 9 février 1937, Bataille devait rédiger un texte intitulé « Constitution du journal intérieur », qui marque les débuts de la société secrète, dont Bataille trace la généalogie à partir du mouvement Contre-Attaque. On sait aussi que dès 1925 (ou 1926), Bataille avait envisagé avec Michel Leiris, André Masson et un Russe émigré nommé Nicolai Bakhtine (frère de Mikhaïl Bakhtine) la fondation d'« une société secrète orphique et nietzschéenne », « Michel Leiris avait alors proposé de donner à cette société le nom de “Judas”. » En février 1937, Bataille révèle également les noms des conjurés : Georges Ambrosino (1908-1973), Georges Bataille, Jacques Chavy, René Chenon, Henri Dubief, Pierre Dugan (pseudonyme de Pierre Andler), Henri Dussat, Imre Kelemen, Pierre Klossowski, auxquels manquent ceux de Patrick Waldberg, Isabelle Farner (alias Isabelle Waldberg), Michel Koch, Jean Atlan, Alain Girard, Jean Dautry.
À ces noms, Michel Surya ajoute ceux de Colette Peignot, compagne de Bataille, et énonce prudemment : « la participation de ces personnes n'est vraisemblable que pour quelques-uns ; une supposition pour d'autres (qu'en est-il par exemple de Jules Monnerot ?) ; elle est enfin tout à fait problématique s'agissant de Roger Caillois. C'est à lui de même qu'à Pierre Klossowski, qu'on doit de savoir le peu qu'on sait d'Acéphale. » Il semblerait aussi que d'autres personnes, comme l'artiste japonais Tarō Okamoto, qui vécut pendant ces années en France et rencontra Bataille, firent partie ou fréquentèrent cette société secrète. D'autres proches de Bataille, comme le précise également Michel Surya, refusèrent d'y entrer, tel André Masson, qui habitait alors en Espagne, Michel Leiris ou Jacques Lacan, même s'il est probable qu'ils avaient quelques informations sur les activités de la société. L'histoire exacte de cette société ésotérique demeure donc entourée de mystère, et a fait l'objet de bien des conjectures. Néanmoins, ce qui est connu, c'est que certaines personnes ont fait partie à la fois de la revue et de la société secrète, comme l'écrit Michel Surya : « Klossowski, Ambrosino, Waldberg, n'ont pas dissimulé avoir appartenu aux deux », tout en précisant : « on ne sait que mal jusqu'à quel point (c'est sans doute aussi le cas de plusieurs autres). »
Cette communauté secrète, dont l'esprit se voulait résolument religieux, « farouchement religieux » et tragique, en conformité avec la revue du même nom et « la pratique de la joie devant la mort », organisa des rituels, dont le mystère reste entouré de nombreuses légendes, même si sont connus le refus de serrer la main des antisémites, des commémorations, place de la Concorde, de l'exécution de Louis XVI, des visites nocturnes régulières dans la Forêt de Marly, à partir de Saint-Nom-la-Bretèche, tout près de la maison qu'habitaient alors Bataille et Colette Peignot, autour d'un « chêne foudroyé » (qui rappelle le chêne sacré dont Dianus avait la garde dans le bois de Némi), et dans les ruines de l'ancienne forteresse de Montjoie. La société secrète étant une communauté élective, Bataille fixa d'ailleurs des règles très précises quant au protocole et déroulement de ces « rencontres » et mystérieuses mises en scène en forêt. Est en même temps réaffirmée la place majeure que représente Nietzsche dans l'esprit de la communauté, comme de la revue : « La voix orgueilleuse et brisante de Nietzsche reste pour nous annonciatrice de la Révolution morale qui vient, la voix de celui qui a eu le sens de la Terre... Le monde qui naîtra demain sera le monde annoncé par Nietzsche, le monde qui liquidera toute la servitude morale. » Cette communauté ne signifie donc pas un abandon du politique, même si Bataille écrit qu'elle n'envisage plus « qu'une fin religieuse mais antichrétienne, essentiellement nietzschéenne », mais plutôt un déplacement du politique, dans un sens plus élargi, comme une « collusion du politique et du religieux », ainsi que l'écrit Jean-Michel Besnier.
On peut inscrire certains rites d'Acéphale dans la mythologie liée à des cérémoniaux initiatiques archaïques ; et la notion de « lieu sacré » est au centre de ces rituels et réunions, mêlant une mythologie de la forêt, de l'arbre acéphale et du « dieu qui meurt » (la figure exemplaire de Dianus, le roi-prêtre mythique), en référence à James George Frazer. Marina Galletti écrit que « c'est dans ce double lieu saint que - annoncé par le surhomme nietzchéen, par l'homme intégral de Sade et par le rex nemorensis de Frazer - prend forme le mythe de l'homme acéphale, mythe d'une souveraineté qui, associant sa décapitation à celle de Dieu le père, se dessine “comme alternative, mais aussi comme portée extrême du politique”. » À ce sujet, le témoignage de Pierre Klossowski est un des rares à lever, à peine, le voile : « Le motif de la méditation suggérait sinon la forme matérielle d'un sacrifice rituel, du moins l'invocation de quelque célébration de celui-ci, sous les espèces d'un spectacle dont seuls les membres de notre société eussent été les témoins. » En effet, la société devait également aboutir, selon les vœux de Bataille lui-même à un sacrifice, sur lequel on a beaucoup glosé parfois de manière très caricaturale et sans fondement vérifiable ; mais il est avéré que Bataille désira un sacrifice humain, afin de lier irrémédiablement les initiés. Patrick Waldberg, évoquant lui aussi un peu ces « instants privilégiés » suscités par les réunions de la société secrète, précise : « À la dernière rencontre au cœur de la forêt nous n'étions que quatre et Bataille demanda solennellement aux trois autres de bien vouloir le mettre à mort, afin que ce sacrifice, fondant le mythe, assurât la survie de la communauté. cette faveur lui fut refusée. Quelques mois plus tard se déchaînait la vraie guerre qui balaya ce qui pouvait rester d'espoir. » À ce sujet, certains ont pu parler de « folie » de Bataille, mais pour lui, la vie et les idées, le corps et l'esprit étaient inséparablement liés, position que résume ainsi Michel Surya : « il n'a jamais rien pensé qu'il ne voulût vivre ».
Cette communauté fut donc finalement un échec, en raison même de sa monstruosité, selon les termes mêmes que Bataille emploiera plus tard pour décrire son projet de « fonder une religion » : « Ce fut une erreur monstrueuse, mais réunis, mes écrits rendront compte en même temps de l'erreur et de la valeur de cette monstrueuse intention. » Car le projet était enraciné dans son impossibilité même, puisqu'il visait à tout mettre en jeu, dans une « mise à nu » radicale de l'homme. Mais cette « contagion brûlante » continuera d'animer Bataille dans sa quête de « la corde qui unit les états mystiques aux états érotiques », car « les images érotiques représentent à certains moments des possibilités explosives qui ne laissent rien debout » et « témoignent du “centre de l'orage”. »

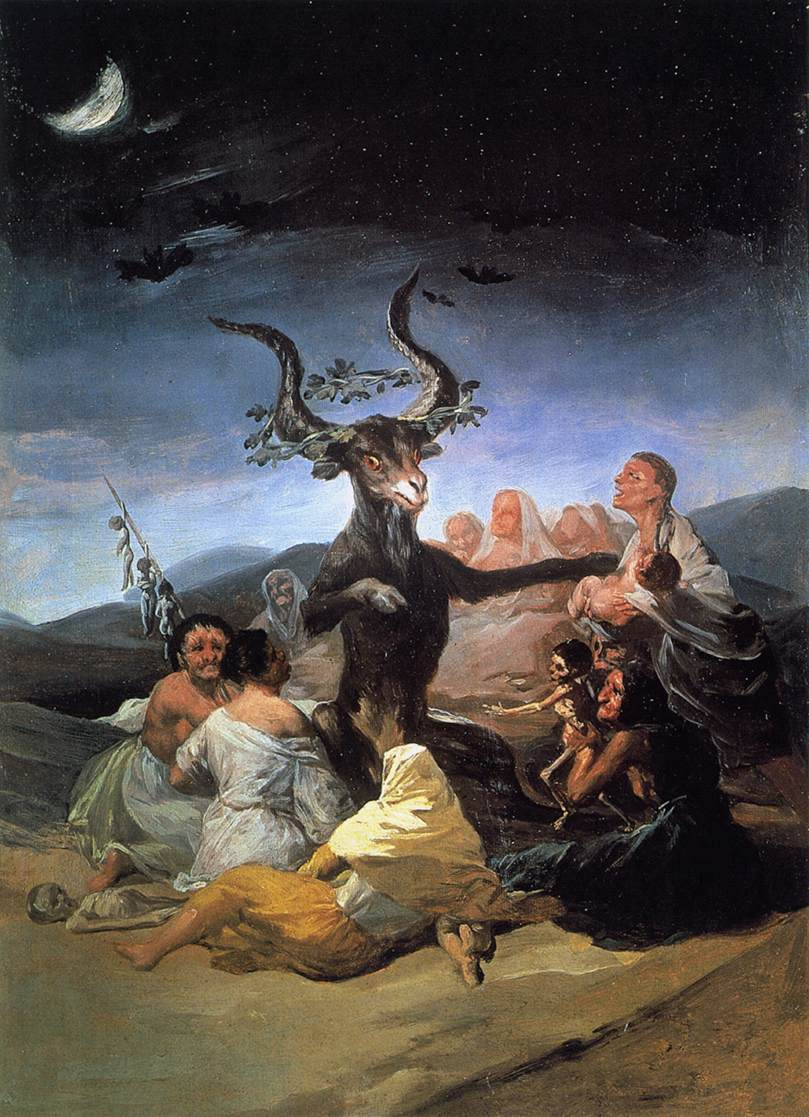
Goya, Le Sabbat des sorcières.

### Textes de Georges Bataille
- Acéphale, Religion, Sociologie, Philosophie. La conjuration sacrée par Georges Bataille, Pierre Klossowski, et André Masson. 1re année, No 1. Avec trois dessins d'André Masson, Paris, Éditions GLM, 24 juin 1936.
- Acéphale, Religion, Sociologie, Philosophie. Nietzsche et les fascistes. Une réparation par G. Bataille, P. Klossowski, A. Masson, J. Rollin, J. Wahl. No 2. Avec trois dessins d'André Masson, Paris, Éditions GLM, 21 janvier 1937.
- Acéphale, Religion, Sociologie, Philosophie. Dionysos par G. Bataille, R. Caillois, P. Klossowski, A. Masson, J. Monnerot. No 3-4. Avec quatre dessins d'André Masson, Paris, Éditions GLM, juillet 1937.
- Acéphale (Nouvelle série, cahier 1. L’érotisme). Michel LEIRIS. Miroir de la tauromachie. Avec trois dessins d'André Masson, Paris, Éditions GLM, 20 juillet 1938.
- Acéphale No 5. Folie, guerre et mort, juin 1939. (Imprimerie des 2 Artisans), numéro préparé mais non publié.
- Acéphale, réédition en fac-similé des numéros publiés et du numéro final non publié, préface de Michel Camus intitulée « L'acéphalité ou la religion de la mort », Paris, éd. Jean-Michel Place, 1995.
- L’Apprenti Sorcier (textes, lettres et documents (1932-1939) rassemblés, présentés et annotés par Marina Galletti), Paris, Éditions de la Différence, 1999.
- Georges Bataille, « En marge d'Acéphale », dans Œuvres complètes. t. II Écrits posthumes 1922-1940, Paris, Gallimard, 1970, p. 273-278.

### Autres références
- Maurice Blanchot, La Communauté inavouable, Paris, Éditions de Minuit, 1984.
- Michel Fardoulis-Lagrange, G.B. ou un ami présomptueux, Paris, Le Soleil Noir, 1969 ; rééd. Paris, José Corti, 1996 (récit inspiré par Bataille et la société secrète Acéphale).
- Odile Felgine, Roger Caillois, Paris, Stock, 1994.
- Charles Ficat, « Un soir au Collège de sociologie », Paris, Revue des deux Mondes, « Dans l'œil de Georges Bataille », mai 2012, p. 135-139.
- Marina Galletti, L'Apprenti sorcier (textes, lettres et documents 1932-1939, rassemblés, présentés et annotés par M. Galletti), Paris, éditions de la Différence, collection « Les Essais », 1999.
- Marina Galletti, « Communautés morales, communautés politiques », dans « Georges Bataille », Les Temps Modernes, no 602, Paris, Gallimard, décembre 1998 - janvier-février 1999.
- Marina Galletti, « Autour de la société secrète Acéphale. Lettres inédites de Bataille à Carrouges », Paris, Revue des deux Mondes, « Dans l'œil de Georges Bataille », mai 2012, p. 125-134.
- Denis Hollier, Le Collège de Sociologie, Paris, Gallimard, 1979 ; rééd. augmentée, collection « Folio essais », 1995.
- Michel Koch, Le Sacricide, Paris, Léo Scheer, 2001.
- André Masson, « Le soc de la charrue », Critique, Hommage à Georges Bataille, août-septembre 1963, no 195-196, p. 701-705.
- Marcel Mauss, Manuel d’ethnographie, Paris, Payot, 1947 ; rééd. collection « Petite bibliothèque Payot », 1967.
- Jean-Maurice Monnoyer, Le Peintre et son démon : entretiens avec Pierre Klossowski, Paris, Flammarion, 1985 (précieux témoignage de Pierre Klossowski sur la société secrète Acéphale).
- Jean-Luc Nancy, La Communauté désœuvrée, Paris, Christian Bourgois Éditeur, coll. « Détroits », 1986 ; nouvelle édition, revue et augmentée, 2004.
- Jean-François Pradeau, « Impossible politique et antiphilosophie. Sur les articles « nietzschéens » d'Acéphale », dans « Georges Bataille », Les Temps Modernes, no 602, Paris, Gallimard, décembre 1998 - janvier-février 1999.
- Michel Surya, Georges Bataille, la mort à l’œuvre, Paris, éditions Séguier, 1987 ; nouvelle éd. augmentée et mise à jour, Paris, Gallimard, 1992 ; réédition Gallimard, collection « Tel », 2012.
- Michel Surya, Sainteté de Bataille, Paris, éditions de l'Éclat, 2012 - en particulier le chapitre II « Des trois religions des années trente (communisme, fascisme et surréalisme) et d'une quatrième (Acéphale) », p. 49-124.
- Vincent Teixeira, Georges Bataille, la part de l'art : la peinture du non-savoir, Paris, L'Harmattan, coll. « L'Ouverture philosophique », 1997 - en particulier le chapitre sur « La souveraineté de l'art », p. 99-109.
- Patrick Waldberg, « Acéphalogramme », Magazine littéraire, no 331, avril 1995 ; repris dans Georges Bataille, L'Apprenti sorcier, Paris, éditions de la Différence, coll. « Les Essais », 1999, p. 584-597 (sur la société secrète Acéphale)
- Masson et Bataille, catalogue de l'exposition du musée des Beaux-Arts d'Orléans et du Musée municipal de Tossa de Mar, 1994.
- L’unebévue, no 16 : « Les Communautés électives », EPEL, 2000.
- (de) Rita Bischof, Tragisches Lachen. Die Geschichte von Acéphale, Berlin, Matthes & Seitz, 2010.
- (de) Stephan Moebius, Die Zauberlehrlinge. Soziologiegeschichte des Collège de Sociologie (1937-1939), Constance, UVK, 2006.